# 基蘭·基比斯
基蘭·基比斯（英語：Kieran Gibbs，1989年9月26日—），是一名英格蘭職業足球員，司職左閘，現時效力美職球會迈阿密国际。
2004年，基比斯由溫布頓青訓學院轉投阿仙奴的青年軍，並於2007年開始其職業生涯。他曾被外借至诺里奇城，為期1個賽季。基比斯出道時為一名翼鋒，其後被改造成一名左閘。
在國家隊方面，基比斯於2010年8月11日在對陣匈牙利國家足球隊的比賽中，首次代表英格蘭隊上陣。

## 球會生涯

### 阿仙奴
基比斯出身於溫布頓青訓學院，在學院於2004年解散後轉投阿仙奴。初期為阿仙奴U18青年隊及預備隊上陣，2007年9月10日與球會簽訂職業合約。2008年1月31日獲外借到英冠球會諾域治兩個月汲取上陣經驗。
2008/09年球季基比斯主要為阿仙奴在英格蘭聯賽盃上陣；於2008年12月10日在歐聯分組賽作客對波圖後補入替首次在歐洲賽場露面。2009年2月8日在北倫敦打吡對熱刺後補入替傷出的克利希在英超處子上場。在基治養傷期間，基比斯獲得在歐聯、足總盃及英超為阿仙奴正選上陣。
2009年7月3日基比斯與阿仙奴簽署沒有透露年期的「長約」。11月24日基比斯在歐聯對標準列治受傷，賽後證實左腳第一條跖骨骨折，初時預計需要休戰3個月，但骨折瘉合不理想，於2010年1月22日接受手術，因而缺席餘下球季。
2014年3月，在一場新倫敦打吡次循環的對車路士時隊友阿歷士·張伯倫犯了手球，但當值球證安達·馬連拿卻誤將基比斯直接紅牌趕出場，成為笑柄。

### 西布朗
2017年8月30日，基比斯轉會至西布朗，簽訂了一份為期四年的合約，轉會費用約為675萬英鎊，2020年9月19日，基比斯在對愛華頓比賽中對哥倫比亞籍球員占士.洛迪古斯掌摑後，西布朗以5:2輸給愛華頓。

### 邁阿密國際
2021年3月23日，在基比斯與西布朗的合同在夏季到期時，宣佈基比斯將轉會至，美國職業足球大聯盟球隊國際邁阿密足球隊。

## 國家隊
2009年6月1日基比斯獲選進入英格蘭U21參加在瑞典舉行2009年歐洲U-21足球錦標賽決賽週最後23人大軍名單。6月8日英格蘭U-21對阿塞拜疆U21，基比斯梅開二度，取得個人首兩個國際賽入球，最終協助球隊大勝7-0完場。6月26日U-21歐錦賽準決賽對主辦國瑞典U21，加時後3-3平手，互射十二碼雙方各射失首球成4-4，基比斯主射第六輪突然死亡首球順利入網，隨後瑞典的莫連斯（Guillermo Molins）射中門柱不入，英格蘭U21以5-4晉級決賽。決賽遭遇曾在分組賽言和的德國U21，但被對手技術性4-0擊倒屈居亞席。
2011年歐洲U-21足球錦標賽外圍賽基比斯繼續為英格蘭U21上陣，2009年10月9日主場迎戰馬其頓U21，基比斯先拔頭籌後亦擺烏龍，為對手扳平3-3，幸而尾段球隊連入3球，大勝6-3完場。11月14日主場對葡萄牙，身穿10號球衣的基比斯被教練皮雅斯安排擔任進攻中場，惟表現平平。
2010年8月7日，基比斯首次入選英格蘭國家隊，進入2010年8月11日對匈牙利友賽的大軍名單，並於是次比賽45分鐘入替艾殊利·高爾上陣。

## 職業生涯統計

### 球會
- 生涯數據更新至2016年5月11日

| 俱乐部   | 赛季    | 联赛 | 联赛 | 杯赛 | 杯赛 | 欧洲赛事 | 欧洲赛事 | 总计 | 总计 |
| 俱乐部   | 赛季    | 出场 | 进球 | 出场 | 进球 | 出场     | 进球     | 出场 | 进球 |
| -------- | ------- | ---- | ---- | ---- | ---- | -------- | -------- | ---- | ---- |
| 兵工廠   | 2007-08 | 0    | 0    | 2    | 0    | 0        | 0        | 2    | 0    |
| 兵工廠   | 总計    | 0    | 0    | 2    | 0    | 0        | 0        | 2    | 0    |
| 诺里奇城 | 2007-08 | 7    | 0    | 0    | 0    | -        | -        | 7    | 0    |
| 诺里奇城 | 总計    | 7    | 0    | 0    | 0    | -        | -        | 7    | 0    |
| 兵工廠   | 2008-09 | 8    | 0    | 9    | 0    | 4        | 0        | 21   | 0    |
| 兵工廠   | 2009-10 | 3    | 0    | 2    | 0    | 2        | 0        | 7    | 0    |
| 兵工廠   | 2010-11 | 7    | 0    | 10   | 0    | 3        | 0        | 20   | 0    |
| 兵工廠   | 2011-12 | 16   | 1    | 1    | 1    | 5        | 1        | 22   | 2    |
| 兵工廠   | 2012-13 | 27   | 0    | 4    | 1    | 3        | 0        | 34   | 1    |
| 兵工廠   | 2013-14 | 28   | 0    | 5    | 0    | 8        | 1        | 41   | 1    |
| 兵工廠   | 2014-15 | 22   | 0    | 4    | 0    | 7        | 1        | 33   | 1    |
| 兵工廠   | 2015-16 | 15   | 1    | 8    | 0    | 5        | 0        | 28   | 1    |
| 兵工廠   | 总共    | 126  | 2    | 43   | 2    | 37       | 3        | 206  | 6    |

## 榮譽

### 球會
阿仙奴
- 英格蘭足總盃：2014年、2015年
- 英格蘭社區盾：2014年、2015年

## 外部連結
- 足球数据库：基蘭·基比斯的球员统计数据
- 阿仙奴官方 基比斯檔案